# Kaakie
Grace Kaki Awo Ocansey (sinh ngày 28 tháng 3 năm 1991) thường được biết đến với nghệ danh là Kaakie và Dancehall Queen, là một nghệ sĩ dancehall người Ghana. Grace Kaki Awo Ocansey đã ký kết hợp đồng thu âm đầu tiên của mình với hãng thu âm Xtra Large Music.
Grace Kaki Awo Ocansey lớn lên như một người yêu âm nhạc, người đã nghe nhiều thể loại âm nhạc khác nhau cho đến khi cô bắt đầu hát karaoke và hát nhiều bản nhạc mà cô yêu thích. Khi ở trong trường đại học, một cơ hội đã đến khiến cô có thể xuất hiện trong một trong những chương trình thực tế phát sóng trên truyền hình có tên là "Bắt đầu của tương lai". Grace Kaki Awo Ocansey từng là một thí sinh của một cuộc thi ca hát phát sóng trên truyền hình Ghana trong nhiều tuần; nhưng thật không may, cô đã bị loại khỏi cuộc thi (cô được xếp thứ 5). Từ đó, cô đã gặp gỡ Kỹ sư âm thanh nổi tiếng / Nhà sản xuất điều hành, JMJ Baby (Joshua Raphaelson) và cô đã ký kết hợp đồng với hãng thu âm XTRA LARGE MUSIC.

## Học vấn
Grace Kaki Awo Ocansey có nền giáo dục cơ bản tại trường St Martin De Porres Basic ở Dansoman, cô tiếp tục học tại trường Achimota, nơi cô là thành viên của Hội thánh. Kaakie có bằng cử nhân hộ sinh sau khi tốt nghiệp trường Đại học Ghana.